# Big Lake (Washington)
Big Lake az Amerikai Egyesült Államok északnyugati részén, Washington állam Skagit megyéjében elhelyezkedő település.
Big Lake önkormányzattal nem rendelkező, úgynevezett statisztikai település; a Népszámlálási Hivatal nyilvántartásában szerepel, de közigazgatási feladatait Skagit megye látja el. A 2010. évi népszámlálási adatok alapján 1835 lakosa van.

## Népesség
A település népességének változása:
| Lakosok száma | 1153 | 1835 | 2980 |
|               | 2000 | 2010 | 2020 |